# Nienke van Hichtum
Nienke van Hichtum (Fries: Nynke fan Hichtum), pseudoniem van Sjoukje Maria Diderika Bokma de Boer (Nes, 13 februari 1860 – Hilversum, 9 januari 1939) was een Nederlandse en Friese vertaalster en kinderboekenschrijfster. Haar bekendste boek is Afke's tiental.

## Jeugdjaren
Sjoukje Bokma de Boer was de vijfde en jongste dochter van Albertus Minderts Bokma de Boer en Dieuwke Jans Klaasesz. Bokma de Boer was een vrijzinnig predikant in een streng Nederlands-hervormde geloofsgemeenschap waar de bevolking, bestaande uit boeren en vissers, niet veel moest hebben van de koers van hun geestelijk leider. Van haar vader erfde Sjoukje haar talent om verhalen te vertellen. Na de lagere school was ze van 1875 tot 1879 intern op de kostschool van dominee Scheltema in Dokkum. Scheltema stimuleerde Sjoukje om te gaan schrijven.

## Huwelijk
In 1885 verloofde Sjoukje zich met Pieter Jelles Troelstra, die in Groningen rechten studeerde. Ze trouwden in 1888 en kregen twee kinderen, Dieuwke en Jelle. Troelstra werkte mee aan de oprichting van een Fries literair tijdschrift, For hûs en hiem, waaraan ook Bokma de Boer meewerkte. Ze verzorgde onder andere de kinderrubriek. Als pseudoniem gebruikte ze de naam ‘Nienke van Hichtum’. ‘Nienke’ was vermoedelijk afgeleid van een vrouw die vroeger aan Sjoukje verhalen had verteld, Nynke fan Foudgum en van een andere vertelster, Nynke fan Syds, een kennis van haar ouders. Waarschijnlijk is ‘Van Hichtum’ afgeleid van het gelijknamige dorpje ten noorden van Bolsward. Echtgenoot Pieter Jelles wilde graag een belangrijk Fries dichter worden en werd hierin gesteund door Sjoukje. Het echtpaar werd gegrepen door de politiek, Pieter sloot zich aan bij de Socialistische beweging en Sjoukje omarmde de principes van de beweging.

## Afke’s tiental

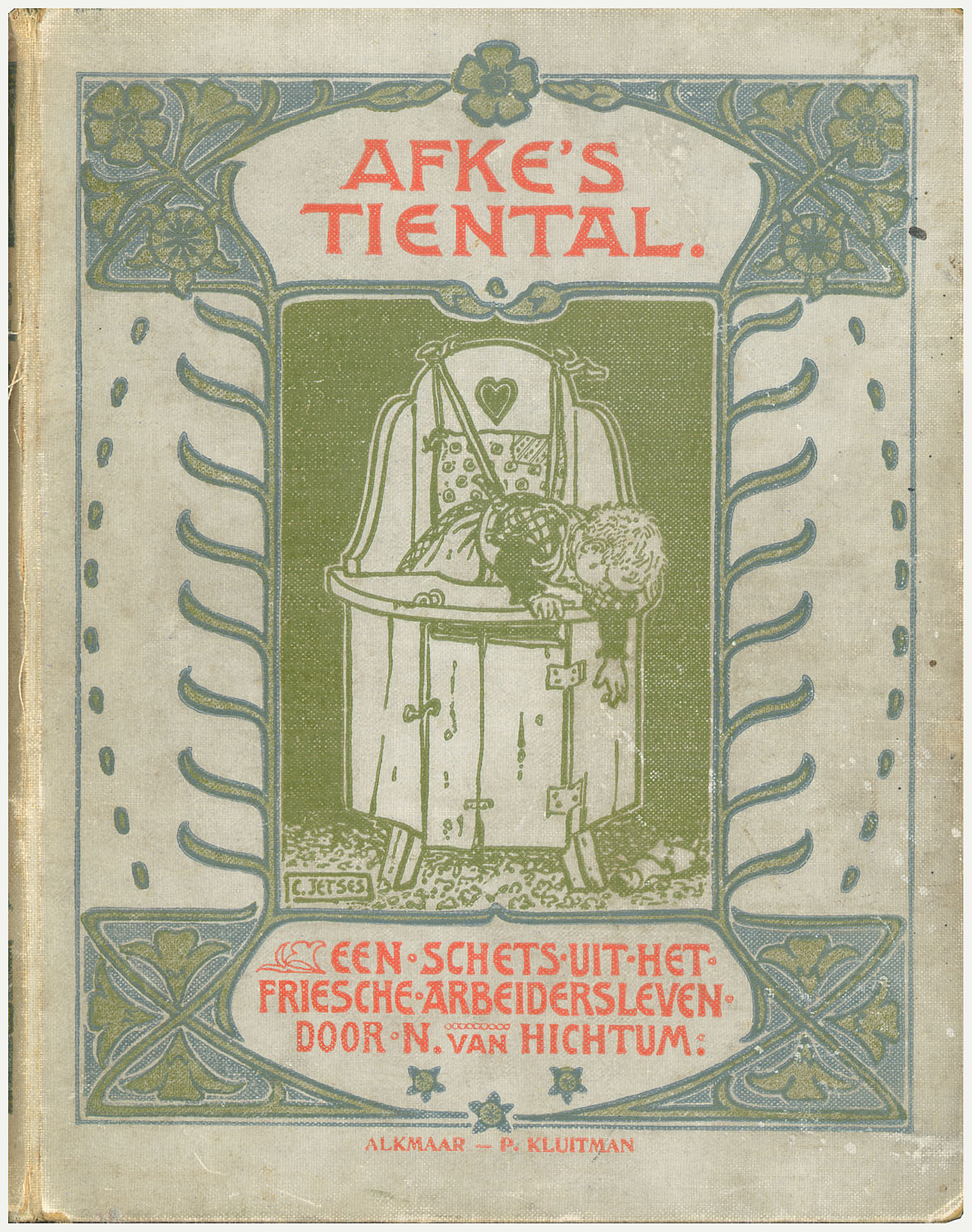
Afke's tiental. Een schets uit het Friesche arbeidersleven. Illustraties Cornelis Jetses.(3e dr. 1907)

Pieter Jelles raakte meer en meer betrokken bij de politiek en vond dat zijn vrouw thuis moest blijven om voor de kinderen te zorgen. Sjoukje, die na twee bevallingen verzwakt was, kreeg nu haar handen vol aan opvoeding en huishouden. Zij zag met lede ogen aan dat haar opgebouwde zelfstandigheid en eigen creativiteit afbrokkelde. Ook het gezinsinkomen ging achteruit en tussen 1891 en 1897 hadden de Troelstra’s moeite om de eindjes aan elkaar te knopen. In dat laatste jaar werd Pieter Jelles lid van de Tweede Kamer voor het kiesdistrict Tietjerksteradeel. Sjoukje bleef schrijven en probeerde met de kinderboeken en journalistiek werk het inkomen aan te vullen. In 1900 ging Troelstra vanwege de Hogerhuis-affaire een maand de gevangenis in. In die tijd schreef Bokma de Boer onder haar schrijverspseudoniem Afke's tiental over een familie van straatarme landarbeiders. Het zou haar wereldberoemd maken.
In de periode 1904-1938 legde Bokma de Boer een verzameling van ruim 2600 volksliedjes aan, waaronder kinderliedjes en sinterklaasliedjes. De verzameling is in het bezit van het Meertens Instituut onder de naam: Handschriftencollectie volks- en kinderliederen van Nynke van Hichtum. De liedjes zijn ontsloten in de Nederlandse Liederenbank.

## Scheiding
Bokma de Boer bleef ondanks haar kwakkelende gezondheid en haar drukke huishouden trouw aan het socialisme. Ze werkte mee aan het socialistische dagblad Het Volk en recenseerde kinderboeken voor Het Kind. Voor haar gezondheid verbleef Sjoukje voor langere tijd in het buitenland, waarbij de kinderen in zogenaamde 'Landerziehungsheime' werden geplaatst. Dit legde een extra druk op het huwelijk. In 1906 werd Pieter Jelles na de dood van zijn vader, directeur van de verzekeringsmaatschappij Neerlandia. In die tijd kreeg hij ook een relatie met de huishoudster van het gezin. Uiteindelijk leidde dit alles tot een scheiding in 1907 tussen Sjoukje en Pieter Jelles.

## Latere jaren

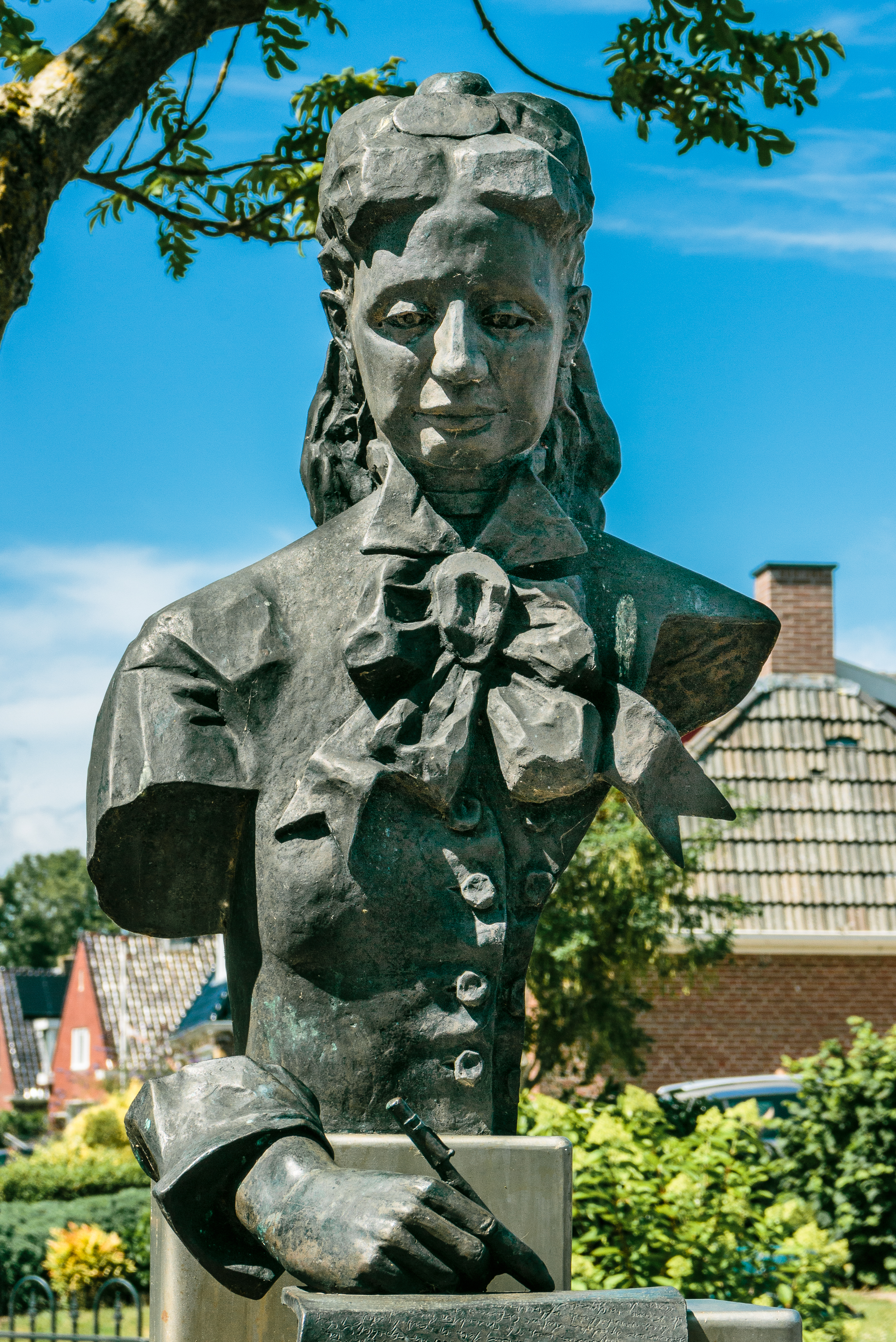
Nes (Noardeast-Fryslân), Borstbeeld van Nienke van Hichtum

Bokma de Boer leed zwaar onder de scheiding, maar met hulp van haar zoon Jelle wist zij de crisis te overwinnen. Ze ging sprookjes en volksverhalen uit de hele wereld verzamelen en navertellen in allerlei boeken. Ook vertaalde ze kinderboeken als Winnie de Poeh en Robinson Crusoe. Pas aan het begin van de jaren dertig ging ze weer haar eigen jeugdverhalen schrijven. Hoewel ze inmiddels al jaren in Hilversum woonde, speelden deze jeugdboeken weer in Friesland. Hoewel ze niet deelnam aan de vrouwenstrijd of op een andere manier op de barricade stond, bleef ze het socialisme trouw. Ze overleed in 1939.

## Film
Regisseur Pieter Verhoeff  gebruikte het boek  van Tineke Steenmeijer-Wielenga De Oare Helte (Nederlandse titel: Eigen Waarde) , over de relatie van het echtpaar Troelstra, in het script van de film Nynke.

## Bibliografie

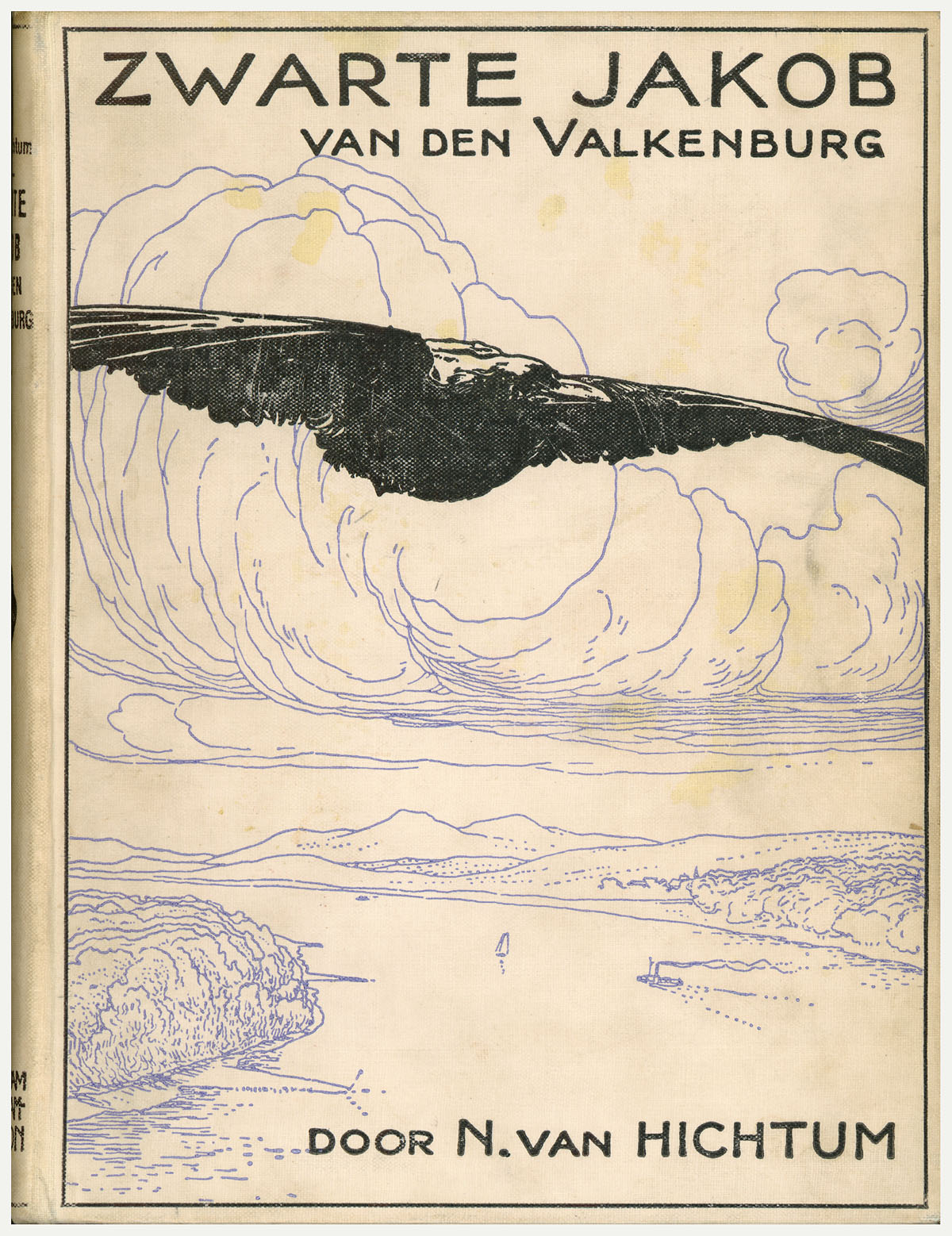
Boekomslag Zwarte Jakob van den Valkenburg (1914) Boekbandontwerp en illustraties Willem Wenckebach.